# SMS Balaton
Lo SMS Balaton è stato un cacciatorpediniere della k.u.k. Kriegsmarine, seconda unità della classe Tátra. Partecipò a svariate azioni di flotta nel corso della prima guerra mondiale e, dopo la sconfitta dell'Impero austro-ungarico, fu ceduto come riparazione di guerra al Regno d'Italia: la Regia Marina lo immise in servizio con il nuovo nome di Zenson e inquadrato nella classe Fasana, vale a dire il gruppo di cacciatorpediniere avuti dalla k.u.k. Kriegsmarine. Fu però usato come fonte di pezzi di ricambio e demolito nel 1923.

## Caratteristiche tecniche
Il Balaton presentava una lunghezza alla linea di galleggiamento di 84 metri, una larghezza massima di 7,80 metri e un pescaggio da 2,42 metri (normale) a 3,20 metri (massimo). Era armato con due cannoni Škoda K10 da 100 mm lunghi 47 calibri (L/50), montati su affusti individuali uno a prua e uno a poppa; sei pezzi Škoda K10 da 66 mm L/45 a fuoco rapido su altrettanti supporti singoli (tre per fiancata), due dei quali furono poi rimpiazzati con la versione contraerea BAG (Ballon-Abwher Geschütz); due impianti binati con tubi lanciasiluri da 450 mm; una mitragliatrice Schwarzlose M.07/12 da 8 mm e un certo numero di bombe di profondità. L'apparato motore, capace di sviluppare 32,6 nodi (circa 62 km/h), era formato da sei caldaie Yarrow, due turbine AEG Curtis, due alberi motore con elica e generava circa 20 550 shp, garantendo un'autonomia di 1 600 miglia alla velocità di 12 nodi (circa 2 950 chilometri a 22,8 km/h). L'equipaggio contava 104-105 uomini.

## Storia

### Il servizio nella Marina austroungarica
Completato nel 1913 per conto della k.u.k. Kriegsmarine, il cacciatorpediniere si chiamava originariamente Balaton e faceva parte di una classe di sei unità (Tátra, Lika, Triglav, Csepel, Orjen) piuttosto grandi e bene armate, la più moderna classe di cacciatorpediniere della Marina austroungarica.
Durante la prima guerra mondiale il Balaton operò attivamente, prendendo parte a vari scontri. La sua attività bellica può essere così riassunta:
- il 24 maggio 1915 fu in ricognizione tra Pedaso e Porto Tayer insieme agli esploratore Saida e Szigétvàr ed al gemello Triglav[4];
- il 29 dicembre 1915 prese parte alla battaglia di Durazzo, durante la quale affondò a cannonate il sommergibile francese Monge, recuperandone l'equipaggio, ed ebbe alcune avarie non gravi[4];
- il 26 febbraio 1916 il Balaton, l’Helgoland e vari altri cacciatorpediniere salparono da Cattaro per attaccare i mercantili e le navi da guerra alleate a Durazzo, ma non li trovarono perché l'evacuazione della città era ormai conclusa[4];
- il 31 maggio dello stesso anno partecipò insieme all'Orjen e a tre torpediniere (più lo Helgoland in appoggio) ad un attacco contro sbarramento del Canale d'Otranto nel quale fu affondato il drifter (pescherecci armati incaricati di compiti antisommergibile al canale d'Otranto) Beneficent[4];
- il 3 luglio 1916 lasciò Cattaro insieme all’Helgoland, all’Orjen, al Tátra ed a tre torpediniere per attaccare di nuovo lo sbarramento del canale d'Otranto, ma la formazione rientrò in porto dopo essere stata avvistata[4];
- nella notte del 28-29 agosto del medesimo anno il Balaton e altre unità uscirono in mare per cercare di attirare unità italiane nell'area d'agguato di alcuni U-Boote, ma l'operazione fallì causa la nebbia[4];
- il 19 ottobre 1917 partecipò ad un inconclusivo scontro nelle acque tra Brindisi e Cattaro, insieme all'esploratore Helgoland e ad altri cinque cacciatorpediniere, con una numerosa formazione navale anglo-franco-italiana (3 incrociatori leggeri, 4 esploratori, 11 cacciatorpediniere)[4];
- il 15 maggio 1917 prese parte alla battaglia del canale d’Otranto attaccando, insieme allo Csepel, un convoglio italiano composto dai piroscafi Bersagliere, Carroccio e Verità e scortato dal cacciatorpediniere Borea sulla rotta Gallipoli-Valona: mentre lo Csepel affondava il Borea, il Balaton colò a picco il Carroccio ed incendiò il Verità (poi rimorchiato in porto), mentre il Bersagliere riuscì ad allontanarsi riportando solo danni lievi. Csepel e Balaton si scontrarono poi con un gruppo di esploratori e siluranti anglo-italiani, durante il quale il Balaton ebbe alcuni danni e l'esploratore italiano Aquila fu immobilizzato[4];
- il 10-11 giugno 1918 scortò da Pola a Porto Tayer, insieme all’Orjen ed a tre torpediniere, la corazzata Viribus Unitis in quella che avrebbe dovuto essere una trappola per la flotta italiana, che sarebbe uscita in mare a contrasto di un'incursione nel canale d'Otranto per poi essere circondata da un superiore numero di unità nemiche, ma l'operazione venne interrotta a causa dell'affondamento della corazzata Szent Istvan[4];
- il 2 luglio dello stesso anno uscì in mare insieme al cacciatorpediniere Csikos ed a due torpediniere per appoggiare un attacco aereo su Venezia ma si scontrò con un folto gruppo di cacciatorpediniere italiani (sette in tutto), restando danneggiato e rientrando a Pola[4].

### Il servizio nella Regia Marina
Dopo la conclusione della prima guerra mondiale, l'Italia ottenne, in conto di riparazione dei danni di guerra, la cessione di sette unità della classe Tátra, che andarono a formare la classe Fasana.
Incorporato nella Regia Marina nel 1919 ed entrato nominalmente in servizio l'anno successivo, il Balaton venne ribattezzato Zenson, ma non divenne mai operativo.
Nei tre anni in cui rimase sotto bandiera italiana, lo Zenson fu cannibalizzato per ricavarne pezzi di ricambio per le unità gemelle (analoga sorte subì il gemello Tátra, ridenominato Fasana).
Radiato già nel 1923, fu avviato alla demolizione.
Successivamente, il 9 aprile 1931, il nome Zenson venne riassegnato alla torpediniera Pola ex SMS Orjen, essendo in costruzione il nuovo incrociatore pesante Pola.